# کالسکه‌چی باله‌دراز
کالسکه‌چی باله‌دراز (نام علمی: Heniochus acuminatus) یا باله‌دراز پرچمی گونه‌ای پروانه‌ماهی است. این ماهی در مناطق گرمسیری زندگی می‌کند. ماهی کالسکه‌چی باله‌دراز عمدتاً به صورت راه‌راه و به رنگ‌های سیاه و سفید بوده و با کشیدگی باله پشتی آن، طول متوسطی به اندازه ۲۵ سانتی‌متر دارد.